# Тайсойган (Атырауская область)
Тайсойган (каз. Тайсойған) — село в Кзылкогинском районе Атырауской области Казахстана. Административный центр Тайсойганского сельского округа. Код КАТО — 234859100.

## Население
В 1999 году население села составляло 794 человека (429 мужчин и 365 женщин). По данным переписи 2009 года, в селе проживало 866 человек (456 мужчин и 410 женщин).